# Mistrzostwa Afryki U-19 w Piłce Ręcznej Kobiet 1992
Mistrzostwa Afryki U-19 w Piłce Ręcznej Kobiet 1992 – siódme mistrzostwa Afryki U-19 w piłce ręcznej kobiet, oficjalny międzynarodowy turniej piłki ręcznej o randze mistrzostw kontynentu organizowany przez CAHB mający na celu wyłonienie najlepszej złożonej z zawodników do lat dziewiętnastu żeńskiej reprezentacji narodowej w Afryce. Odbył się wraz z mistrzostwami U-20 mężczyzn w 1992 roku w Tunisie.Tytułu zdobytego w 1990 roku broniła reprezentacja Nigerii. Mistrzostwa były jednocześnie eliminacjami do MŚ 1993.

## Klasyfikacja końcowa
| Miejsce | Reprezentacja | Uwagi          |
| ------- | ------------- | -------------- |
| złoto   | Algieria U-19 | awans: MŚ 1993 |
| srebro  | Tunezja U-19  | –              |